# 태양은 다시 뜬다
"태양은 다시 뜬다"는 한국에서 제작된 유현목 감독의 1966년 영화이다. 김진규 등이 주연으로 출연하였고 차태진 등이 제작에 참여하였다.

## 출연

### 주연
- 김진규
- 엄앵란
- 김지미
- 이낙훈

### 조연
- 허장강
- 이예춘
- 김동훈
- 고은아

## 기타
- 조명: 박진수
- 미술: 노인택